# United States Army Training and Doctrine Command
Lo United States Army Training and Doctrine Command (TRADOC) è un comando dell'Esercito degli Stati Uniti responsabile dell'addestramento basico iniziale. Il suo quartier generale è situato presso la Joint Base Langley-Eustis, Virginia.

## Missione
Il comando esegue la sua missione attraverso 5 centri e comandi e sorveglia 32 scuole dell'esercito organizzate all'interno di 10 Centri di Eccellenza, ognuno focalizzato su una determinata area di competenza dell'Esercito. Questi Centri addestrano circa 500.000 soldati e personale di servizio ogni anno.

## Organizzazione
Al gennaio 2019 il comando controlla le seguenti unità:

### Core Functions
- Combined Arms Center, Fort Leavenworth, Kansas
- U.S.Army Recruiting Command
- U.S.Army Cadet Command
- Center for Initial Military Training

### Center of Excellence

#### Aviation Center of Excellence, Fort Rucker, Alabama
- 1st Aviation Brigade
  -  1st Battalion, 13th Aviation Regiment
  -  1st Battalion, 145th Aviation Regiment
  -  2nd Battalion, 13th Aviation Regiment, Fort Huachuca, Arizona
- 110th Aviation Brigade
  -  1st Battalion, 14th Aviation Regiment, Hanchey Army Heliport, Alabama - Equipaggiato con AH-64D/E
  -  1st Battalion, 223rd Aviation Regiment, Knox Army Heliport, Alabama - Equipaggiato con CH-47 D/F e Mi-17
  -  1st Battalion, 212th Aviation Regiment, Cairns Army Airfield, Alabama - Equipaggiato con UH-60A/L/M
- 128th Aviation Brigade, Joint Base Langley-Eustis, Virginia
  -  1st Battalion, 210th Aviation Regiment
  -  2nd Battalion, 210th Aviation Regiment
  -  1st Battalion, 222nd Aviation Regiment

#### Cyber Center of Excellence, Fort Gordon, Georgia
- U.S.Army Signal School
- U.S.Army Cyber School
- 15th Training Brigade
  -  369th Signal Battalion
  - 442nd Signal Battalion
  -  551st Signal Battalion
  - Ordnance Training Detachment
  - Cyber Training Battalion

#### Fires Center of Excellence, Fort Sill, Oklahoma

##### U.S.Army Field Artillery School
- 428th Field Artillery Brigade
  -  2nd Battalion, 2nd Field Artillery Regiment
  -  1st Battalion, 30th Field Artillery Regiment
  -  1st Battalion, 78th Field Artillery Regiment

##### 30th Air Defense Artillery Brigade, U.S.Army Air Defense Artillery School
- Headquarters and Headquarters Battery
- 2nd Battalion, 6th Air Defense Artillery Regiment 
  -  Headquarters and Headquarters Battery A
  -  Battery B - Equipaggiata con C-RAM
  -  Battery D - Equipaggiata con AN/TWQ-1 Avenger
  - A-3 Aberdeen Providing Grounds, Maryland
- 3rd Battalion, 6th Air Defense Artillery Regiment
  -  Headquarters and Headquarters Battery A
  -  Battery B - Equipaggiata con MIM-104 Patriot
  -  Battery C - Equipaggiata con THAAD

#### Health Readiness Center of Excellence, Fort Sam Houston, Texas
- Army Medical Department Center and School
  -  32nd Medical Brigade
    - 232nd Medical Battalion
    - 264th Medical Battalion

#### Intelligence Center of Excellence, Fort Huachuca, Arizona
- 111th Military Intelligence Brigade
  -  304th Military Intelligence Battalion
  -  305th Military Intelligence Battalion
  -  309th Military Intelligence Battalion
  -  344th Military Intelligence Battalion

#### Maneuver Center of Excellence, Fort Benning, Georgia
- 199th Infantry Brigade
  -  3rd Battalion, 81st Armor Regiment

##### U.S.Army Infantry School
- 198th Infantry Brigade
  -  1st Battalion, 19th Infantry Regiment
  -  2nd Battalion, 19th Infantry Regiment
  -  1st Battalion, 50th Infantry Regiment
  -  2nd Battalion, 54th Infantry Regiment
  -  2nd Battalion, 58th Infantry Regiment
- Airborne and Ranger Training Brigade
  -  1st Battalion, 507th Parachute Infantry Regiment, U.S.Army Airborne School
  -  4th Ranger Training Battalion
  -  5th Ranger Training Battalion
  -  6th Ranger Training Battalion

##### U.S.Army Armor School
- 194th Armor Brigade
  -  1st Battalion, 81st Armor Regiment
  -  2nd Squadron, 15th Cavalry Regiment
  -  5th Squadron, 15th Cavalry Regiment
  -  1st Battalion, 46th Infantry Regiment
  -  2nd Battalion, 47th Infantry Regiment
  - 30th Reception Battalion
- 316th Cavalry Brigade
  -  1st Squadron, 16th Cavalry Regiment
  -  3rd Squadron, 16th Cavalry Regiment
  -  1st Battalion, 29th Infantry Regiment

#### Maneuver Support Center of Excellence, Fort Leonard Wood, Missouri
- 1st Engineer Brigade, United States Army Engineer School
- 3rd Chemical Brigade, United States Army CBRN School
- 14th Military Police Brigade, United States Army Military Police School
- 43rd AG Reception Battalion
- 58th Transportation Battalion

#### Sustainment Center of Excellence andCombined Arms Support Command (CASCOM), Fort Lee, Virginia
- 59th Ordnance Brigade - U.S.Army Ordnance School
  - Defense Ammunition Center
- 23rd Quartermaster Brigade - U.S.Army Quartermaster School
  - Joint Culinary Center of Excellence
  - Joint Mortuary Affairs Center
- U.S.Army Transportation Center and School
- Army Logistics University
- Soldier Support Institute
  - U.S.Army Adjutant General School
  - U.S.Army Finance School
  - U.S.Army School of Music
- Capabilities Development Integration